# سربازان کوچک
سربازان کوچک (به انگلیسی: Small Soldiers) فیلمی ۶۶ دقیقه‌ای به کارگردانی جو دانته با بازی کیرستن دانست است.

## بازیگران
- گرگوری اسمیت
- فرانک لانگلا
- کیرستن دانست
- تامی لی جونز
- جرج کندی
- جیم براون
- ارنست بورگناین
- کلینت واکر
- بروس درن
- فیل هارتمن
- دنیس لری
- کوین دان
- آنا مگنوسون
- جی مهر
- دیوید کراس
- وندی شال
- جیکوب اسمیت
- الکساندرا ویلسون
- دیک میلر
- رابرت پیکاردو
- رنس هاوارد
- جکی ژوزف